# Ebro Agrícolas, Compañía de Alimentación
Ebro Agrícolas, Compañía de Alimentación fue una empresa española perteneciente a la industria alimentaria.

## Historia
La empresa nació en 1990 a partir de la fusión de Ebro, Compañía de Azúcares y Alcoholes con la Compañía de Industrias Agrícolas. La nueva sociedad, que llegó a cotizar en el mercado de valores, poseía una importante red de fábricas e instalaciones por toda la geografía española. Ello le hizo gozar de una posición dominante en el sector. En 1998 se fusionó con la Sociedad General Azucarera de España, dando lugar a Azucarera Ebro Agrícolas.